# شعب القليب (بدبدة)

تعديل مصدري - تعديل

شعب القليب هي إحدى قرى عزلة اهل علي بمديرية بدبدة التابعة لمحافظة مأرب، بلغ تعداد سكانها 132 نسمة حسب تعداد اليمن لعام 2004.